# Gunpowder Milkshake
Gunpowder Milkshake es una película de suspenso y acción de 2021 dirigida por Navot Papushado, con un guion coescrito por Papushado y Ehud Lavski. La película está protagonizada por Karen Gillan como una joven sicaria que debe unirse a su madre separada (Lena Headey) y sus excolegas (Carla Gugino, Michelle Yeoh y Angela Bassett) para salvar a una joven (Chloe Coleman) de los asesinos rivales.
La producción de la película se anunció en el American Film Market en 2018. Los anuncios de casting se realizaron a lo largo de 2019, comenzando con Gillan en enero, y la fotografía principal se llevó a cabo de junio a agosto de 2019 en Berlín. Se trata de una coproducción entre The Picture Company, Babelsberg Studio y la filial alemana de StudioCanal con la participación de los canales de televisión franceses Canal+ y Ciné+.
Gunpowder Milkshake fue estrenada en los Estados Unidos el 14 de julio de 2021 por Netflix con un estreno en cines limitado simultáneo. Fue estrenada en cines por StudioCanal en Francia el 21 de julio y en Alemania el 2 de diciembre de 2021.

## Reparto
- Karen Gillan como Sam, una maestra asesina que trabaja para The Firm y la hija de Scarlet.
- Freya Allan como la joven Sam.
- Lena Headey como Scarlet, la madre separada de Sam y exlíder de la hermandad de asesinos.
- Carla Gugino como Madeleine, miembro de la hermandad de asesinos.
- Chloe Coleman como Emily, una niña que Sam protege después de matar a su padre.
- Ralph Ineson como Jim McAlester, el líder de una poderosa organización criminal.
- Adam Nagaitis como Virgil, sobrino de McAlester y maestro asesino.
- Michael Smiley como el Dr. Ricky, el jefe de una clínica secreta para asesinos.
- Michelle Yeoh como Florence, miembro de la hermandad de asesinos.
- Angela Bassett como Anna May, miembro de la hermandad de asesinos.
- Paul Giamatti como Nathan, jefe del departamento de recursos humanos de The Firm y padre adoptivo de Sam.

Además, Samuel Anderson aparece como David, el padre de Emily, Ivan Kaye interpreta a Yankee, el líder de los asesinos enviados por The Firm después de Sam. David Burnell IV y Jack Bandeira completan el grupo como Shocker y Crow, mientras que Mai Duong Kieu interpreta a una enfermera en la clínica del Dr. Ricky.

## Producción
El proyecto se anunció durante el American Film Market anual en abril de 2018, y StudioCanal y The Picture Company adquirieron los derechos de la película. En enero de 2019, Karen Gillan fue elegida para la película. En febrero, Lena Headey fue elegida, Angela Bassett se unió en abril y Paul Giamatti, Michelle Yeoh, Carla Gugino e Ivan Kaye se unieron en mayo. En junio de 2019, Adam Nagaitis y Ralph Ineson se unieron a la película. El rodaje comenzó el 3 de junio de 2019 y terminó el 20 de agosto de 2019, en Berlín.

## Música
El 16 de diciembre de 2019, se anunció que Frank Ilfman fue contratado para componer la banda sonora de la película. El álbum fue lanzado el 14 de julio de 2021 por Milan Records.

## Estreno
En febrero de 2020, STXfilms adquirió los derechos de distribución de la película en Estados Unidos. En abril de 2021, Netflix compró los derechos de distribución estadounidenses de STXfilms.
Gunpowder Milkshake se estrenó en Netflix en los Estados Unidos, Canadá y los países nórdicos el 14 de julio de 2021. En los Estados Unidos, también recibió un estreno en cines limitado simultáneo. En los Estados Unidos, la película fue la película número uno más vista de la semana desde su lanzamiento, según Nielsen. La película fue estrenada en cines por StudioCanal en Francia el 21 de julio de 2021. En Alemania, la película estaba originalmente programada para estrenarse el 2 de septiembre, pero se pospuso al 2 de diciembre de 2021.
Sky Cinema anunció que estrenarían la película simultáneamente con el estreno en cines en el Reino Unido e Irlanda el 17 de septiembre de 2021.

## Secuela
El 30 de abril de 2021, Deadline Hollywood anunció que The Picture Company y StudioCanal estaban trabajando en una secuela. El 6 de julio de 2021, StudioCanal confirmó durante una presentación especial para su 30 aniversario en Cannes que una secuela está oficialmente en desarrollo.